# Vallen, Kalix kommun
Vallen är en småort i Kalix kommun.